# Konvex lins

Konvex lins

En konvex lins, eller positiv lins, är en lins som är konvex, det vill säga att den är tjockare i centrum än i periferin. Konvexa linser används ofta till att förstora bilder. En konvex lins samlar parallellt ljus, från ett objekt, och bryter det in i fokus. Ett sådant fokus kan vara gula fläcken i ögat, dit ljuset samlats av ögats lins. Beroende på avståndet till ett föremål kan ögats lins ändra form och på så sätt få ett annat fokus. Konvexa linser korrigerar översynthet.
Konvexa linser kallas också för samlingslinser och förstoringsglas använder sig av konvexa linser.